# Megaterra

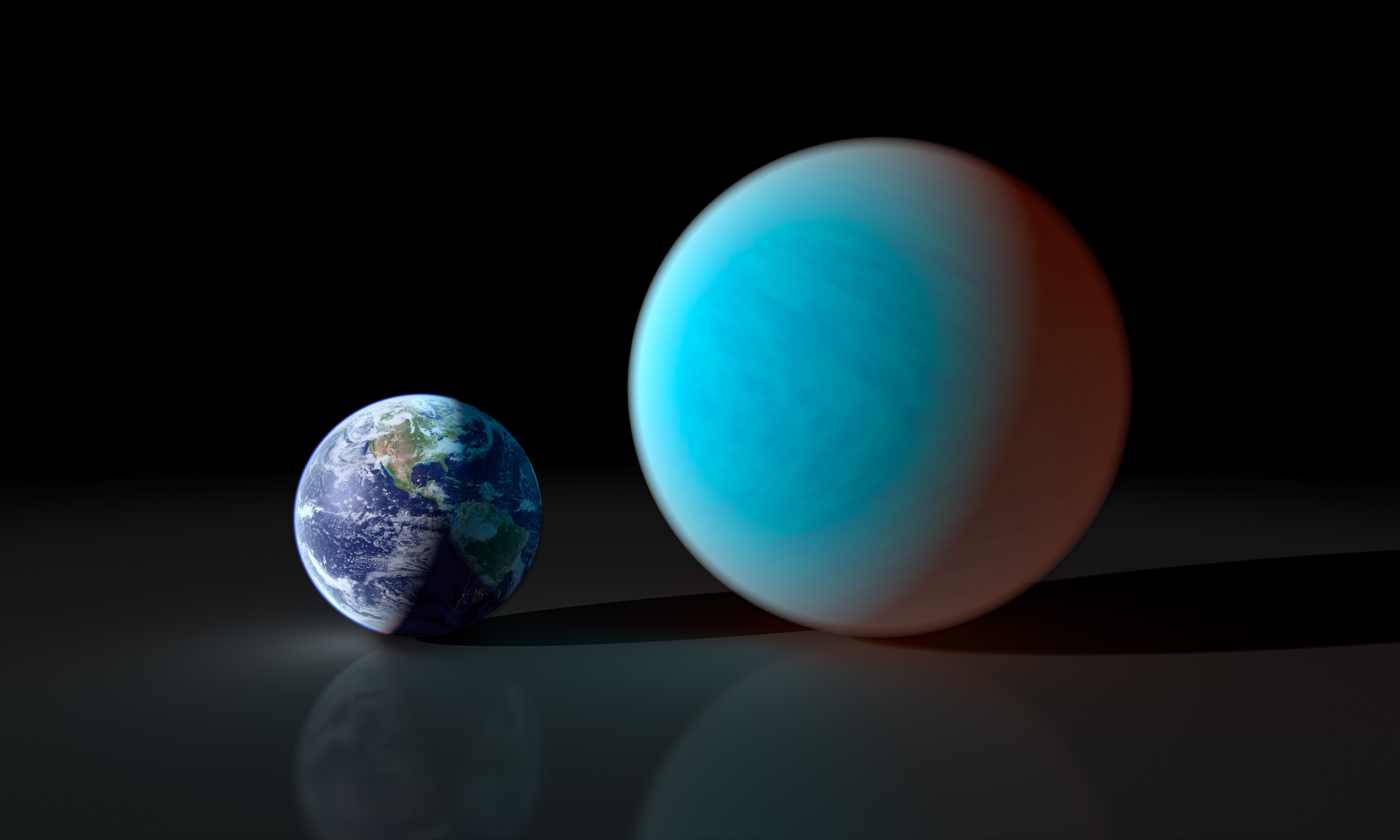
Impressão artística de 55 Cancri e, uma possível megaterra, em comparação com a Terra.

O termo megaterra foi proposto para descrever aqueles planetas principalmente sólidos cuja massa seja superior a 10 massas terrestres que delimitam as superterras. Nenhum planeta do Sistema Solar cumpre os requisitos para ser considerado uma superterra ou megaterra, como o maior corpo telúrico é a própria Terra. Assim, as condições que podem ocorrer nesta classe de exoplanetas são inferidos a partir dos dados coletados em observações e estão sujeitos a debate.

## Formação
As hipóteses atuais de formação planetária oferecem diversos cenários para o nascimento de megaterras e planetas de massa terrestres. Este último, como as superterras, desenvolvem principalmente devido a fenômenos de acreção.
Os planetas gasosos pode ter grandes núcleos sólidos, como ocorre com HD 149026 b, um planeta com a massa de Saturno cujo raio é 2/3 partes do último, que pode conter um núcleo rocha e gelo com 60 massas terrestres.
Medições feitas em Kepler-52b, Kepler-52c e Kepler-57b indicam uma massa máxima de entre 30-100 massas terrestres, embora a sua massa real pode ser consideravelmente mais baixa. Com um raio de cerca de duas vezes a da Terra, deve ter densidades mais elevadas do que planetas de ferro do mesmo tamanho. Orbitam muito perto das suas estrelas, sendo assim eles podem ser núcleos remanescentes (planetas ctônicos) de gigantes gasosos ou anãs marrons que perderam suas camadas superficiais de gás.
É possível que eles possam ser capazes de formar planetas sólidos, com milhares de vezes a massa da Terra em torno de estrelas massivas (tipos B e O da sequência principal, com entre 5 e 120 vezes a massa do Sol), onde o disco protoplanetário tem elementos pesados suficientes. Estas estrelas emitem grandes quantidades de radiação ultravioleta e têm fortes ventos estelares que podem fotoevaporar o gás do disco deixando apenas os elementos mais pesados. Em comparação, a massa de Netuno é equivalente a 17 massas terrestres, Júpiter a 318 e 13 massas de Júpiter equivalem, de acordo com a União Astronômica Internacional (UAI), a 4.000 M⊕.
A formação de planetas sólidos massivos também pode ocorrer em sistemas binários compostos por uma anã branca e uma estrela de nêutrons, quando a segunda absorve o material da primeira até transformá-la em um objeto de massa planetária, composto por um núcleo cristalizado de carbono e oxigênio. É possível que PSR J1719-1438 b seja um planeta com estas características.

## Descobertas

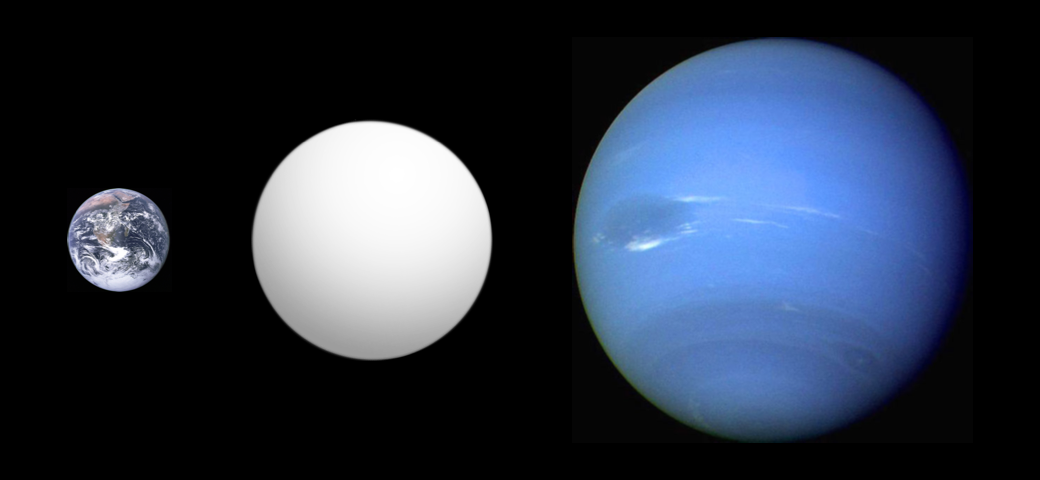
Comparação do tamanho de Kepler-10c com a Terra e Netuno.

Em 2014, novas medidas do planeta Kepler-10c indicou que ele tem uma massa aproximada de Netuno, com uma densidade maior do que a da Terra. Estes dados demonstraram que é possivelmente um corpo planetário composto principalmente de rocha com uma cobertura de água na sua superfície envolvendo entre 5-20% da massa total do planeta (em comparação, os oceanos da Terra representam apenas 0,02% da massa planetária). Acredita-se que Kepler-131b possa apresentar condições semelhantes, embora a sua densidade ainda não foi medida com a mesma precisão. Os seguintes exoplanetas sólidos conhecidos com mais massa tem a metade do que os anteriores, e são 55 Cancri e e Kepler-20b.